# Quetigny
Quetigny französische Gemeinde mit 8897 Einwohnern (Stand 1. Januar 2022) im Département Côte-d’Or in der  Region Bourgogne-Franche-Comté. Sie gehört zum Arrondissement Dijon und zum Kanton Chevigny-Saint-Sauveur.

## Geographie
Die Gemeinde liegt im Ballungszentrum östlich von Dijon. Sie grenzt im Norden an Varois-et-Chaignot, im Osten an Couternon, im Süden an Chevigny-Saint-Sauveur, im Westen an Dijon und im Nordwesten an Saint-Apollinaire.

### Verkehrsanbindung
Quetigny ist durch die Nähe zur Großstadt Dijon verkehrstechnisch bestens versorgt, Hauptschlagader ist die Départementsstraße D108. Die Linie 1 der Straßenbahn Dijon endet in Quetigny.

## Bevölkerungsentwicklung
| Jahr                       | 1962 | 1968 | 1975 | 1982 | 1990 | 1999 | 2006 | 2014 | 2019 |
| Einwohner                  | 481  | 1912 | 4596 | 7292 | 9230 | 9410 | 9546 | 9675 | 9099 |
| Quellen: Cassini und INSEE |      |      |      |      |      |      |      |      |      |

## Partnergemeinden
- Dreierstädtepartnerschaft mit Koulikoro in Mali und Bous in der Bundesrepublik Deutschland